# Abdullah Ibrahim
Abdullah Ibrahim, dawniej znany jako Adolph Johannes Brand oraz Dollar Brand (ur. 9 października 1934 w Kapsztadzie) – południowoafrykański pianista i kompozytor jazzowy. Laureat NEA Jazz Masters Award 2019.

## Życiorys
Urodził się jako Adolph Johannes Brand. Naukę na gry fortepianie rozpoczął w wieku siedmiu lat. Profesjonalnym muzykiem jazzowym został w 1949. W 1959 i 1960 grał razem z Kippie Moeketsi w zespole The Jazz Epistles w Sophiatown. W 1960 nagrali album, który był pierwszą płytą nagraną kiedykolwiek przez czarnoskórych mieszkańców RPA. Następnie występował podczas europejskiej trasy w musicalu King Kong.
Na stałe do Europy przeniósł się w 1962. Ze swoim zespołem, The Dollar Brand Trio występował m.in. w „Africana Club” w Zurychu. W lutym 1963 jego przyszła żona, Sathima Bea Benjamin, przekonała Duke'a Ellingtona, aby podczas swojego pobytu w Zurychu posłuchał tria. Wynikiem tego spotkania była sesja nagraniowa dla Reprise Records, podczas której nagrano płytę Duke Ellington presents The Dollar Brand Trio. Druga płyta tria Dollara Branda, nagrana także z Dukiem Ellingtonem i Billym Strayhornem, oraz z Sathimą Bea Benjamin jako wokalistką, pozostała niewydana aż do 1996 (A Morning in Paris firmowana nazwiskiem Benjamin). W skład The Dollar Brand Trio wchodzili także Johnny Gertze grający na basie oraz Makaya Ntshoko grający na perkusji.
Ibrahim koncertował głównie w Europie, Stanach Zjednoczonych oraz RPA, najczęściej wraz z zespołem, a czasem jako solista. Oprócz fortepianu gra także na flecie, saksofonie i wiolonczeli.
W połowie lat 70., po konwersji na islam, powrócił do Afryki. Wtedy zmienił też imię i nazwisko. W Afryce, z powodów politycznych, przebywał krótko i w 1976 zamieszkał w Nowym Jorku. Podczas pobytu w RPA dokonał jednak kilku nagrań, między innymi z Basilem Coetzee i Robbie Jansenem. Z Coetzee nagrał m.in. utwór Mannenberg.
Po przyjeździe do USA zaczął współpracę z saksofonistą Carlosem Wardem.
Ibrahim skomponował też i nagrał muzykę do kilku filmów. Ścieżki dźwiękowe z filmów Chocolat z 1988 i S'en fout la mort z 1990 (oba reżyserowane przez Francuzkę Claire Denis) wydane zostały na płytach. Album z muzyką do filmu Chocolat nosił tytuł Mindif, muzyka do drugiego filmu ukazała się pod jego angielskim tytułem No Fear, No Die.
Po upadku apartheidu zamieszkał w Kapsztadzie.

## Dyskografia
| - 1960: Jazz Epistle Verse 1 - 1963: The Dream - 1965: Anatomy of a South African Village - 1969: African Sketchbook - 1973: Good News from Africa - 1973: Ode to Duke Eliington - 1973: African Space Program - 1974: Ancient Africa - 1975: Confluence (z Gato Barbieri) - 1976: Banyana – Children Of Africa - 1977: The Journey - 1978: Anthem for the New Nations - 1978: Autobiography (live) - 1978: Soweto - 1979: Echoes from Africa - 1979: African Marketplace - 1980: Dollar Brand at Montreux - 1982: African Dawn |  | - 1983: Ekaya - 1983: Zimbabwe - 1985: Water From an Ancient Well - 1986: South Africa - 1988: Mindif - 1989: Blues for a Hip King - 1989: African River - 1990: No Fear, No Die - 1991: Mantra Mode - 1993: Knysna Blue - 1985: Yarona - 1997: Cape Town Flowers - 1999: African Suite - 2000: Cape Town Revisited - 2001: Ekapa Lodumo - 2002: African Magic - 2008: Senzo - 2009: Bombella - 2010: Sotho Blue (& Ekaya) |